# Nemanja Miletić
Nemanja Miletić (Lešak, Leposavić, RFS de Yugoslavia, 16 de enero de 1991) es un futbolista serbio. Juega de defensa y su equipo es el Volos F. C. de la Superliga de Grecia.

## Selección nacional
Debutó con la selección de Serbia el 14 de octubre de 2018 en el empate sin goles ante Rumania en el Arena Națională.

## Clubes
| Club                 | País           | Año       |
| -------------------- | -------------- | --------- |
| F. K. Sloga Kraljevo | Serbia         | 2010-2014 |
| F. K. Borac Čačak    | Serbia         | 2014-2015 |
| F. K. Vojvodina      | Serbia         | 2016      |
| K. V. C. Westerlo    | Bélgica        | 2016-2017 |
| Partizán de Belgrado | Serbia         | 2017-2020 |
| Al-Raed              | Arabia Saudita | 2020-2021 |
| Partizán de Belgrado | Serbia         | 2021-2022 |
| A. C. Omonia Nicosia | Chipre         | 2022-2024 |
| Volos F. C.          | Grecia         | 2024-     |

## Palmarés

### Títulos nacionales
| Título              | Club                 | País   | Año     |
| ------------------- | -------------------- | ------ | ------- |
| Srpska Liga (Oeste) | F. K. Sloga Kraljevo | Serbia | 2010-11 |
| Copa de Serbia      | Partizán de Belgrado | Serbia | 2017-18 |
| Copa de Serbia      | Partizán de Belgrado | Serbia | 2018-19 |
| Copa de Chipre      | A. C. Omonia Nicosia | Chipre | 2022-23 |

### Distinciones individuales
| Distinción                          | Año     |
| ----------------------------------- | ------- |
| Equipo ideal de la Superliga Serbia | 2017-18 |
| Equipo ideal de la Superliga Serbia | 2018-19 |